# Lijst van oorlogen en veldslagen tijdens het Tweede Franse Keizerrijk

Vlag van Frankrijk.

Deze lijst van oorlogen en veldslagen tijdens het Tweede Franse Keizerrijk geeft een overzicht van de militaire conflicten waarbij Frankrijk betrokken was ten tijde van het Tweede Franse Keizerrijk van Napoleon III, dat bestond tussen 1852 en 1870.

## Voornaamste conflicten, coalities en hun resultaten
Franse overwinningen in het groen, statu quo in het blauw en verliezen in het rood.
| Begin            | Einde            | Naam van het conflict                      | Strijdende partijen                                               | Strijdende partijen                                                              | Plaats                                        | Uitkomst |
| Begin            | Einde            | Naam van het conflict                      | Geallieerde landen (inclusief Frankrijk)                          | Vijanden                                                                         | Plaats                                        | Uitkomst |
| ---------------- | ---------------- | ------------------------------------------ | ----------------------------------------------------------------- | -------------------------------------------------------------------------------- | --------------------------------------------- | --- |
| 4 oktober 1853   | 30 maart 1856    | Krimoorlog                                 | Frankrijk Verenigd Koninkrijk Ottomaanse Rijk Koninkrijk Sardinië | Keizerrijk Rusland                                                               | Rond de Zwarte Zee                            | Overwinning van de coalitie Verdrag van Parijs |
| oktober 1856     | oktober 1860     | Tweede Opiumoorlog                         | Frankrijk Verenigd Koninkrijk Verenigde Staten                    | China                                                                            | China                                         | Westerse overwinning Verdrag van Tianjin |
| 1 september 1858 | 5 juni 1862      | Frans-Spaanse veldtocht in Cochin-China    | Frankrijk Spanje                                                  | Nguyen-dynastie                                                                  | Cochin-China (zuiden van het huidige Vietnam) | Frans-Spaanse overwinning Cochin-China wordt een Franse kolonie. |
| 26 april 1859    | 12 juli 1859     | Tweede Italiaanse Onafhankelijkheidsoorlog | Frankrijk Koninkrijk Sardinië                                     | Oostenrijk                                                                       | Lombardije-Venetië                            | Frans-Sardijnse overwinning Wapenstilstand van Villafranca Verdrag van Zürich Verdrag van Turijn Annexatie van het hertogdom Savoye en het graafschap Nizza                           |
| 8 december 1861  | 12 maart 1867    | Franse interventie in Mexico               | Frankrijk Tweede Mexicaanse Keizerrijk                            | Tweede Mexicaanse Federale Republiek                                             | Mexico (land)                                 | Terugtrekking van de Franse troepen onder druk van de Verenigde Staten. Executie van keizer Maximiliaan van Mexico. Val van het Tweede Mexicaanse Keizerrijk.                         |
| 11 octobre 1866  | 12 novembre 1866 | Franse interventie in Korea                | Frankrijk                                                         | Joseondynastie                                                                   | Korea                                         | Terugtrekking van de Franse troepen na de geslaagde interventie, hoewel de Koreanen deze terugrtrekking. als een overwinning beschouwen. Versterking van het Koreaanse isolationisme. |
| 19 juli 1870     | 29 januari 1871  | Frans-Duitse Oorlog                        | Frankrijk later Frankrijk                                         | Noord-Duitse Bond Groothertogdom Baden Koninkrijk Württemberg Koninkrijk Beieren | Frankrijk, Duitsland                          | Duitse overwinning Vrede van Frankfurt Afkondiging van het Duitse Keizerrijk Val van het Tweede Franse Keizerrijk en afkondiging van de Derde Franse Republiek                        |

## Voornaamste veldslagen

### Krimoorlog (1853-1856)
- 1853: Isaccea (10-1853); Oltenita (11-1853); Sinop (11-1853); Cetate (12-1853);
- 1854: Silistra (04-1854); Kurekdere (08-1854); Bomarsund (08-1854); Petropavlovsk (08-1854); Alma (09-1854); Sebastopol (10-1854); Balaklava (10-1854); Inkerman (11-1854);
- 1855: Jevpatoria (02-1855); Taganrog (05-1855); Kars (07-1855); Tchernaïa (08-1855); Malachov (09-1855); Kanghil (09-1855); Kinboern (10-1855).

### Tweede Opiumoorlog (1856-1860)
- 1856: Bogue (10-1856); Forten aan de Parelrivier (10-1856); Eerste Slag bij Canton;
- 1857: Fatshan Creek (06-1857); Tweede Slag bij Canton (12-1857);
- 1858: Eerste Slag bij de Forten van Taku (05-1858); Tweede Slag bij de Forten van Taku (1859);
- 1860: Forten van Taku (08-1860); Zhangjiawan (09-1860); Palikao (09-1860).

### Frans-Spaanse veldtocht in Cochin-China (1858-1862)
- 1858: Beleg van Tourane (1858-1860);
- 1860: Beleg van Saigon (1860-1861);
- 1861: Kỳ Hòa (02-1861); Mỹ Tho (04-1861); Qui Nhơn (06-1861); Biên Hòa (12-1861);
- 1862: Vĩnh Long (03-1862); Verdrag van Saigon (06-1862).

### Tweede Italiaanse Onafhankelijkheidsoorlog (1859)
- 1859: Montebello (05-1859); Varese (05-1859); San Fermo (05-1859); Palestro (05-1859); Turbigo (06-1859); Magenta (06-1859); Melegnano (06-1859); Solferino (06-1859); San Martino (06-1859); Treponti (06-1859).

### Franse interventie in Mexico (1861-1867)
- 1862: Fortín (04-1862); Las Cumbres (04-1862); Slag bij Puebla (05-1862); Barranca Seca (05-1862); Cerro del Borrego (05-1862);
- 1863: Beleg van Puebla (03-1863); Cholula; Atlixco (04-1863); Camarón (04-1863); San Pablo del Monte (05-1863); San Lorenzo (05-1863); Morelia (12-1863);
- 1865: Tacámbaro San Lorenzo (04-1865); La Loma (07-1865);
- 1866: Bagdad (01-1866); Camargo (06-1866); Ixmiquilpan (09-1866); Carbonera (10-1866);
- 1867: Querétaro (03-1867).

### Franse interventie in Korea (1866)
Er waren geen grote veldslagen tijdens deze expeditie, die begin november 1866 eindigde in enkele schermutselingen en bombardementen door Franse schepen op de stad Seoel, waarna admiraal Pierre-Gustave Roze de terugtrekking van troepen naar China inzet op 11 november.

### Frans-Duitse Oorlog (1870)
- 1870: Saarbrücken (08-1870); Wissembourg (08-1870); Forbach-Spicheren (08-1870); Frœschwiller-Wœrth (08-1870); Beleg van Bitche (08-1870); Borny-Colombey (08-1870); Mars-la-Tour (08-1870); Beleg van Toul (08-1870); Gravelotte (08-1870); Beleg van Metz (08-1870); Beleg van Straatsburg (08-1870); Beaumont (08-1870); Noisseville (08-1870); Sedan (08-1870); Soissons (09-1870); Beleg van Parijs (09-1870); Bellevue (10-1870); Châteaudun (10-1870); Dijon (10-1870); Beleg van Belfort (11-1870); La Fère (11-1870); Bouvet en Meteor (zeeslag) (11-1870); Coulmiers (11-1870); Villers-Bretonneux (11-1870); Beaune-la-Rolande (11-1870); Champigny (11-1870); Orleans (12-1870); Loigny (12-1870); Longeau (12-1870); l’Hallue (12-1870);
- 1871: Bapaume (01-1871); Villersexel (01-1871); Le Mans (01-1871); Héricourt (01-1871); Saint-Quentin (01-1871); Buzenval (01-1871).

### West-Afrika
- Aanval op het fort van Medina